# Bulbophyllum atropurpureum
Bulbophyllum atropurpureum là một loài phong lan thuộc chi Bulbophyllum.